# Sergio Citti
Sergio Citti (* 30. Mai 1933 in Rom; † 11. Oktober 2005 in Ostia) war ein italienischer Drehbuchautor und Filmregisseur.

## Leben
Citti war seit den frühen 1950er Jahren ein enger Freund von Pier Paolo Pasolini und beriet diesen zunächst bei dessen Romanen Ragazzi di vita und Vita violenta. Beide Romane spielten nicht nur in den römischen Vorstädten, sondern übernahmen in radikaler Weise auch die Umgangssprache und Dialekte der dort lebenden Personen. Citti, der selbst aus diesem Milieu stammte, wurde zu „Pasolinis römischem Wörterbuch.“ Aus diesen Anfängen entwickelte sich eine lange Zusammenarbeit, Citti unterstützte Pasolini bei der Arbeit an den Drehbüchern, die dieser damals noch für andere Regisseure schrieb. Bei Pasolinis ersten eigenen Filmen Accattone (in dem er auch eine kleine Rolle als Darsteller übernahm) und Mamma Roma kümmerte sich Citti erneut um die Dialoge, später wurde er dann zum Regieassistenten bei der Mehrzahl der Filme Pasolinis.
1970 inszenierte Citti seinen ersten eigenen Film Ostia. Zu seinen bekanntesten Werken zählen Strandgeflüster (Casotto, 1977) mit Jodie Foster und Ugo Tognazzi und Zwei Väter, ein Kind und die schöne Lucia (Due pezzi di pane, 1979) mit Vittorio Gassman und Philippe Noiret. Mit Il minestrone wurde er 1981 in den Wettbewerb der Berlinale eingeladen. Für Die heimatlosen Drei Könige (I Magi randagi, 1996) bekam er 1997 das Nastro d’Argento für die beste Story (Miglior soggetto).
Sergio Citti war der Bruder des Schauspielers Franco Citti.

## Filmografie (Auswahl)
- 1957: Die Nächte der Cabiria (Le notti di Cabiria) (Dialoge, gemeinsam mit Pasolini)
- 1961: Accattone – Wer nie sein Brot mit Tränen aß (Accattone) (Dialoge, Darsteller)
- 1962: La Commare Secca (Drehbuch)
- 1970: Ostia
- 1972: Decamerone – Abenteuer der Wollust (Decameron n. 2… Le altre novelle del Boccaccio…)
- 1975: Die 120 Tage von Sodom (Salò o le 120 giornate di Sodoma) (Drehbuch)
- 1976: Die Schmutzigen, die Häßlichen und die Gemeinen (Brutti, sporchi e cattivi) (Drehbuch)
- 1977: Strandgeflüster (Casotto)
- 1979: Zwei Väter, ein Kind und die schöne Lucia (Due pezzi di pane)
- 1989: Es leben die Toten (Mortacci)
- 1996: I Magi Randagi